# San Francisco de Campeche
Campeche, formalment San Francisco de Campeche, és una ciutat portuària al golf de Mèxic, i la ciutat més gran i capital de l'estat mexicà homònim, localitzat al sud-est del país, sobre la península de Yucatán. La població de la ciutat és 230.000 habitants.

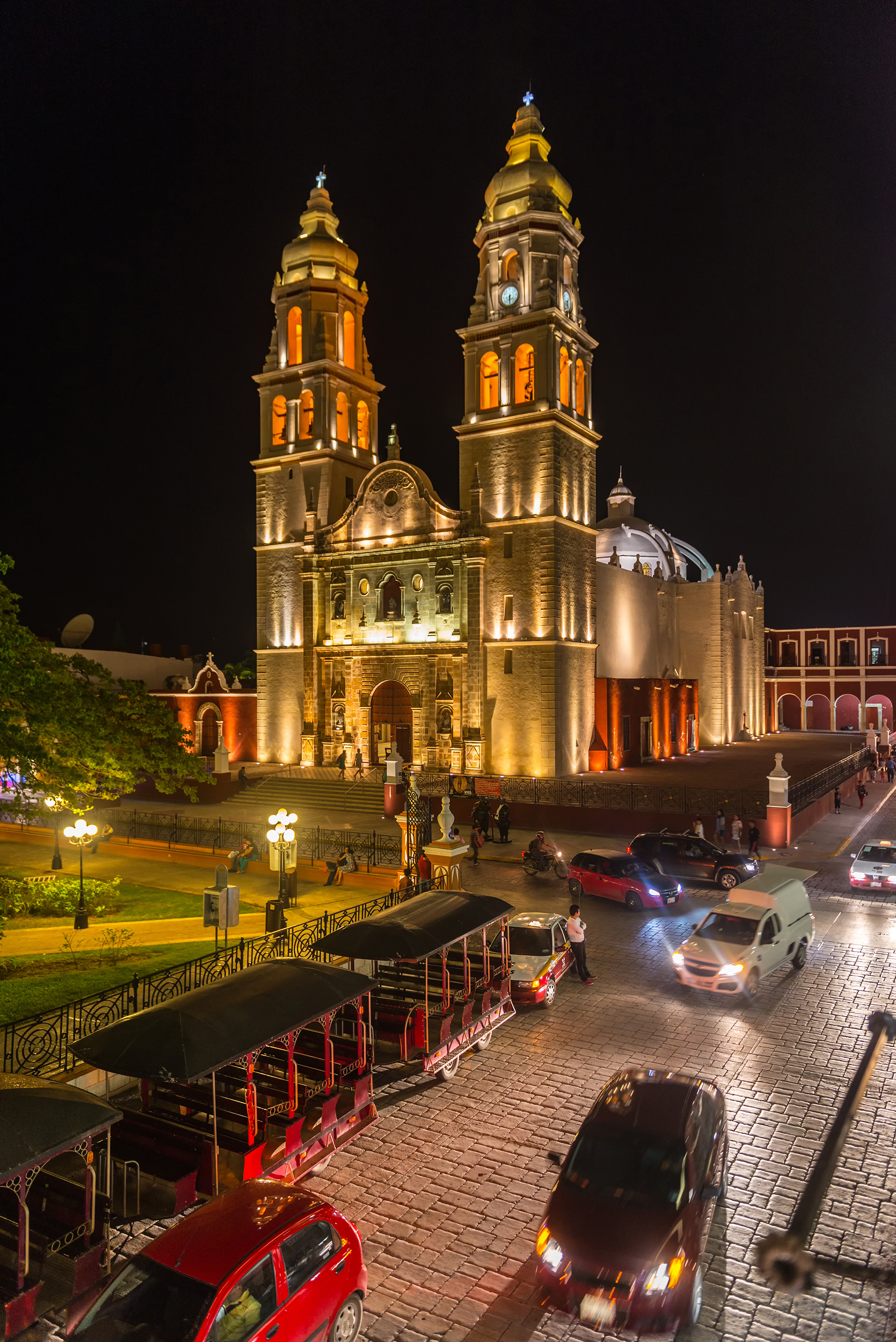
Catedral de Campeche

La ciutat va ser fundada el 1540 pels conquistadors espanyols amb el nom de San Francisco de Campeche, sobre la ciutat maia de Kimpech (Can Pech). Segons els historiadors o els conquistadors, la ciutat de Kimpech tenia 3.000 cases i diversos monuments, els quals no han sobreviscut.
La ciutat és una destinació turística important, ja que conté nombrosos edificis colonials i, a més, està envoltada per un impressionant mur que la protegia dels pirates i bucaners els segles XVI-XVIII. Va rebre l'estatus de Patrimoni Cultural de la Humanitat el 1999.